# سکوت (فیلم ۱۹۹۷)
بی‌صدا (به هندی: Chupp) و سکوت (به انگلیسی: Silence) فیلمی هندی محصول سال ۱۹۹۷ و به کارگردانی آمبریش سانگال است. در این فیلم بازیگرانی همچون جیتندرا، اوم پوری، سومی علی، آویناش واداوان و فاطمه ثنا شیخ ایفای نقش کرده‌اند.